# توربو جيرز
توربو جيرز (بالإنجليزية:  TurboGears)‏ هو إطار عمل ويب خاص ببايثون وهو جزء من عدة واجهات بوابة خادم ويب مثل ويب أوب، إس كيو إل أل كمياء، جنشي وروبوز.

## وصلات خارجية
- الموقع الرسمي